# Foreign land
Foreign land es el tercer álbum, acompañado de un libro, trabajo en solitario de Christina Rosenvinge editado en 2002. Forma parte de la trilogía comenzada con Frozen pool y terminada con Continental 62, conocida como la "Trilogía de Nueva York".

## Lista de canciones
1. Off screen - 4:44
2. 36 - 3:43
3. King size - 4:07
4. Dream room - 6:20
5. Submission - 5:31
6. Lost in D - 5:20
7. German heart - 3:57
8. As the stranger talks - 3:10

- Datos: Q5863814